# Buycott
Le buycott est un néologisme récent, créé en opposition à boycott : le buycott consiste à orienter le choix des consommateurs vers des causes plus justes, plus respectueuses de l'environnement ou des droits des travailleurs (égalité homme-femme, enfants), plus éthiques, etc.. À l'inverse du boycott, il suggère donc un choix positif, puisque le produit ou l'entreprise concerné est ainsi mis en avant pour des raisons louables.
Un exemple assez ancien de buycott remonte à la fin du XIXe siècle lorsque Elias Hicks, quaker américain, promeut les « free products », les produits fabriqués par des personnes libres, c'est-à-dire par des personnes qui ne sont pas des esclaves. Le premier magasin de produits libres voient le jour à Baltimore en 1826.
L'une des premières mentions de ce terme date de 1991 dans les colonnes du Los Angeles Times.